# تام ویلسون
تام ویلسون (به انگلیسی: Tom Wilson) بازیکن فوتبال زادهٔ ۱۶ آوریل ۱۸۹۶ اهل انگلستان بود که سابقهٔ بازی در تیم ملی فوتبال انگلستان را در کارنامهٔ خود دارد. وی در تاریخ ۳۱ مارس ۱۹۲۸ تنها بازی ملی خود را در مقابل تیم ملی فوتبال اسکاتلند انجام داد.